# Élections régionales de 2021 à Casablanca-Settat

Carte de la région.

Les élections régionales à Casablanca-Settat se déroulent le 8 septembre 2021.

## Résultats

### Global
|                          | Rassemblement national des indépendants (RNI) | 312 465   | 27,27 | 26 | 20            |  |  |  |
|                          | Parti de l'Istiqlal (PI)                      | 223 977   | 19,50 | 19 | 7             |  |  |  |
|                          | Parti authenticité et modernité (PAM)         | 187 479   | 16,36 | 20 | 1             |  |  |  |
|                          | Union socialiste des forces populaires (USFP) | 111 915   | 9,77  | 2  | 1             |  |  |  |
|                          | Union constitutionnelle (UC)                  | 79 108    | 6,90  | 4  | en stagnation |  |  |  |
|                          | Parti du progrès et du socialisme (PPS)       | 57 873    | 5,05  | 2  | 2             |  |  |  |
|                          | Parti de la justice et du développement (PJD) | 50 462    | 4,40  | 2  | 28            |  |  |  |
|                          |                                               |           |       |    |               |  |  |  |
| Total                    | Total                                         | 1 146 013 | 100   |    |               |  |  |  |
| Abstentions              | Abstentions                                   | 2 714 384 | 57,78 |    |               |  |  |  |
| Inscrits / Participation | Inscrits / Participation                      | 3 860 397 | 42,22 |    |               |  |  |  |

### Par préfecture et province

#### Aïn Chock
| Parti                    | Parti                                         | Suffrage | Suffrage | Sièges | Sièges |
| Parti                    | Parti                                         | #        | %        | #      | %      |
| ------------------------ | --------------------------------------------- | -------- | -------- | ------ | ------ |
|                          | Rassemblement national des indépendants (RNI) | 10 851   | 36,44    | 2      | 40,00  |
|                          | Parti authenticité et modernité (PAM)         | 8 045    | 27,02    | 2      | 40,00  |
|                          | Parti de la justice et du développement (PJD) | 2 674    | 8,98     | 1      | 20,00  |
|                          | Parti de l'Istiqlal (PI)                      | 2 635    | 8,85     |        |        |
|                          | Union socialiste des forces populaires (USFP) | 1 119    | 3,76     |        |        |
|                          | Parti socialiste unifié (PSU)                 | 1 024    | 3,44     |        |        |
|                          | Parti du progrès et du socialisme (PPS)       | 638      | 2,14     |        |        |
|                          | Alliance de la fédération de gauche (AGD)     | 532      | 1,79     |        |        |
|                          | Union constitutionnelle (UC)                  | 527      | 1,77     |        |        |
|                          | Mouvement populaire (MP)                      | 421      | 1,41     |        |        |
|                          | Front des forces démocratiques (FFD)          | 403      | 1,35     |        |        |
|                          | Parti travailliste (PT)                       | 280      | 0,94     |        |        |
|                          | Parti de l'Espoir (PE)                        | 268      | 0,90     |        |        |
|                          | Parti du centre social (PCS)                  | 166      | 0,56     |        |        |
|                          | Parti de l'équité (PRE)                       | 148      | 0,50     |        |        |
|                          | Mouvement démocratique et social (MDS)        | 43       | 0,14     |        |        |
|                          |                                               |          |          |        |        |
| Total                    | Total                                         | 29 774   | 100,00   |        |        |
| Abstentions              | Abstentions                                   | 83 177   | 73,64    |        |        |
| Inscrits / Participation | Inscrits / Participation                      | 112 951  | 26,36    |        |        |

#### Aïn Sebaâ-Hay Mohammadi
| Parti                    | Parti                                                       | Suffrage | Suffrage | Sièges | Sièges |
| Parti                    | Parti                                                       | #        | %        | #      | %      |
| ------------------------ | ----------------------------------------------------------- | -------- | -------- | ------ | ------ |
|                          | Rassemblement national des indépendants (RNI)               | 11 457   | 27,15    | 2      | 40,00  |
|                          | Parti authenticité et modernité (PAM)                       | 6 209    | 14,71    | 2      | 40,00  |
|                          | Union constitutionnelle (UC)                                | 5 305    | 12,57    | 1      | 20,00  |
|                          | Parti de l'Istiqlal (PI)                                    | 3 513    | 8,32     |        |        |
|                          | Mouvement populaire (MP)                                    | 3 129    | 7,41     |        |        |
|                          | Parti de la justice et du développement (PJD)               | 2 991    | 7,09     |        |        |
|                          | Parti du progrès et du socialisme (PPS)                     | 2 382    | 5,64     |        |        |
|                          | Union socialiste des forces populaires (USFP)               | 2 061    | 4,88     |        |        |
|                          | Mouvement démocratique et social (MDS)                      | 1 769    | 4,19     |        |        |
|                          | Alliance de la fédération de gauche (AGD)                   | 1 085    | 2,57     |        |        |
|                          | Parti socialiste unifié (PSU)                               | 786      | 1,86     |        |        |
|                          | Front des forces démocratiques (FFD)                        | 434      | 1,03     |        |        |
|                          | Parti des Néo-Démocrates (PND)                              | 426      | 1,01     |        |        |
|                          | Parti de l'environnement et du développement durable (PEDD) | 343      | 0,81     |        |        |
|                          | Parti travailliste (PT)                                     | 210      | 0,50     |        |        |
|                          | Parti du centre social (PCS)                                | 101      | 0,24     |        |        |
|                          |                                                             |          |          |        |        |
| Total                    | Total                                                       | 42 201   | 100,00   |        |        |
| Abstentions              | Abstentions                                                 | 143 054  | 77,22    |        |        |
| Inscrits / Participation | Inscrits / Participation                                    | 187 255  | 22,78    |        |        |

#### Al Fida-Mers Sultan
| Parti                    | Parti                                         | Suffrage | Suffrage | Sièges | Sièges |
| Parti                    | Parti                                         | #        | %        | #      | %      |
| ------------------------ | --------------------------------------------- | -------- | -------- | ------ | ------ |
|                          | Rassemblement national des indépendants (RNI) | 9 983    | 39,24    | 2      | 66,66  |
|                          | Parti authenticité et modernité (PAM)         | 5 418    | 21,30    | 1      | 33,33  |
|                          | Parti de l'Istiqlal (PI)                      | 3 345    | 13,15    |        |        |
|                          | Parti de la justice et du développement (PJD) | 2 041    | 8,02     |        |        |
|                          | Front des forces démocratiques (FFD)          | 972      | 3,82     |        |        |
|                          | Union constitutionnelle (UC)                  | 940      | 3,69     |        |        |
|                          | Union socialiste des forces populaires (USFP) | 707      | 2,78     |        |        |
|                          | Mouvement populaire (MP)                      | 612      | 2,41     |        |        |
|                          | Alliance de la fédération de gauche (AGD)     | 608      | 2,39     |        |        |
|                          | Parti du progrès et du socialisme (PPS)       | 372      | 1,46     |        |        |
|                          | Parti de l'Espoir (PE)                        | 225      | 0,88     |        |        |
|                          | Parti de l'unité et de la démocratie (PUD)    | 218      | 0,86     |        |        |
|                          |                                               |          |          |        |        |
| Total                    | Total                                         | 25 441   | 100,00   |        |        |
| Abstentions              | Abstentions                                   | 102 790  | 80,16    |        |        |
| Inscrits / Participation | Inscrits / Participation                      | 128 231  | 19,84    |        |        |

#### Ben M'sick
| Parti                    | Parti                                         | Suffrage | Suffrage | Sièges | Sièges |
| Parti                    | Parti                                         | #        | %        | #      | %      |
| ------------------------ | --------------------------------------------- | -------- | -------- | ------ | ------ |
|                          | Union constitutionnelle (UC)                  | 7 812    | 29,62    | 2      | 66,66  |
|                          | Rassemblement national des indépendants (RNI) | 7 669    | 29,08    | 1      | 33,33  |
|                          | Parti authenticité et modernité (PAM)         | 2 355    | 8,93     |        |        |
|                          | Parti de la justice et du développement (PJD) | 1 771    | 6,71     |        |        |
|                          | Mouvement démocratique et social (MDS)        | 1 301    | 4,93     |        |        |
|                          | Mouvement populaire (MP)                      | 1 292    | 4,90     |        |        |
|                          | Front des forces démocratiques (FFD)          | 1 254    | 4,75     |        |        |
|                          | Parti de l'Istiqlal (PI)                      | 844      | 3,20     |        |        |
|                          | Union socialiste des forces populaires (USFP) | 506      | 1,92     |        |        |
|                          | Parti de l'équité (PRE)                       | 445      | 1,69     |        |        |
|                          | Parti socialiste unifié (PSU)                 | 332      | 1,26     |        |        |
|                          | Parti du progrès et du socialisme (PPS)       | 290      | 1,10     |        |        |
|                          | Parti de l'unité et de la démocratie (PUD)    | 264      | 1,00     |        |        |
|                          | Alliance de la fédération de gauche (AGD)     | 241      | 0,91     |        |        |
|                          |                                               |          |          |        |        |
| Total                    | Total                                         | 26 376   | 100,00   |        |        |
| Abstentions              | Abstentions                                   | 76 226   | 77,22    |        |        |
| Inscrits / Participation | Inscrits / Participation                      | 102 602  | 26,72    |        |        |

#### Benslimane
| Parti                    | Parti                                               | Suffrage | Suffrage | Sièges | Sièges |
| Parti                    | Parti                                               | #        | %        | #      | %      |
| ------------------------ | --------------------------------------------------- | -------- | -------- | ------ | ------ |
|                          | Parti de l'Istiqlal (PI)                            | 19 649   | 25,32    | 2      | 66,66  |
|                          | Rassemblement national des indépendants (RNI)       | 16 072   | 20,71    | 1      | 33,33  |
|                          | Parti du progrès et du socialisme (PPS)             | 15 087   | 19,44    |        |        |
|                          | Union socialiste des forces populaires (USFP)       | 10 927   | 14,08    |        |        |
|                          | Parti authenticité et modernité (PAM)               | 7 043    | 9,08     |        |        |
|                          | Parti de la justice et du développement (PJD)       | 4 134    | 5,33     |        |        |
|                          | Parti des Néo-Démocrates (PND)                      | 852      | 1,10     |        |        |
|                          | Parti socialiste unifié (PSU)                       | 751      | 0,97     |        |        |
|                          | Parti de la liberté et de la justice sociale (PLJS) | 515      | 0,66     |        |        |
|                          | Alliance de la fédération de gauche (AGD)           | 474      | 0,61     |        |        |
|                          | Mouvement populaire (MP)                            | 437      | 0,56     |        |        |
|                          | Parti marocain libéral (PML)                        | 426      | 0,55     |        |        |
|                          | Parti de la société démocratique (PSD)              | 383      | 0,49     |        |        |
|                          | Front des forces démocratiques (FFD)                | 352      | 0,45     |        |        |
|                          | Parti vert marocain (PVM)                           | 324      | 0,42     |        |        |
|                          | Parti du centre social (PCS)                        | 163      | 0,21     |        |        |
|                          |                                                     |          |          |        |        |
| Total                    | Total                                               | 77 589   | 100,00   |        |        |
| Abstentions              | Abstentions                                         | 35 878   | 31,62    |        |        |
| Inscrits / Participation | Inscrits / Participation                            | 113 467  | 68,38    |        |        |

#### Berrechid
| Parti                    | Parti                                         | Suffrage | Suffrage | Sièges | Sièges |
| Parti                    | Parti                                         | #        | %        | #      | %      |
| ------------------------ | --------------------------------------------- | -------- | -------- | ------ | ------ |
|                          | Parti de l'Istiqlal (PI)                      | 43 248   | 32,97    | 2      | 40,00  |
|                          | Rassemblement national des indépendants (RNI) | 39 640   | 30,22    | 2      | 40,00  |
|                          | Parti authenticité et modernité (PAM)         | 20 661   | 15,75    | 1      | 20,00  |
|                          | Union socialiste des forces populaires (USFP) | 14 816   | 11,29    |        |        |
|                          | Parti de la justice et du développement (PJD) | 4 960    | 3,78     |        |        |
|                          | Mouvement populaire (MP)                      | 3 045    | 2,33     |        |        |
|                          | Union constitutionnelle (UC)                  | 1 649    | 1,26     |        |        |
|                          | Parti du progrès et du socialisme (PPS)       | 1 319    | 1,01     |        |        |
|                          | Alliance de la fédération de gauche (AGD)     | 967      | 0,74     |        |        |
|                          | Parti socialiste unifié (PSU)                 | 277      | 0,21     |        |        |
|                          | Union marocaine pour la démocratie (UMD)      | 272      | 0,21     |        |        |
|                          | Parti marocain libéral (PML)                  | 226      | 0,17     |        |        |
|                          | Parti vert marocain (PVM)                     | 99       | 0,08     |        |        |
|                          |                                               |          |          |        |        |
| Total                    | Total                                         | 131 188  | 100,00   |        |        |
| Abstentions              | Abstentions                                   | 80 371   | 37,99    |        |        |
| Inscrits / Participation | Inscrits / Participation                      | 211 559  | 62,01    |        |        |

#### Casablanca-Anfa
| Parti                    | Parti                                         | Suffrage | Suffrage | Sièges | Sièges |
| Parti                    | Parti                                         | #        | %        | #      | %      |
| ------------------------ | --------------------------------------------- | -------- | -------- | ------ | ------ |
|                          | Rassemblement national des indépendants (RNI) | 16 043   | 41,10    | 2      | 40,00  |
|                          | Parti de l'Istiqlal (PI)                      | 6 175    | 15,82    | 2      | 40,00  |
|                          | Parti authenticité et modernité (PAM)         | 3 451    | 8,84     | 1      | 20,00  |
|                          | Parti de la justice et du développement (PJD) | 3 077    | 7,88     |        |        |
|                          | Parti socialiste unifié (PSU)                 | 2 164    | 5,54     |        |        |
|                          | Union socialiste des forces populaires (USFP) | 1 731    | 4,43     |        |        |
|                          | Alliance de la fédération de gauche (AGD)     | 1 400    | 3,59     |        |        |
|                          | Front des forces démocratiques (FFD)          | 1 313    | 3,36     |        |        |
|                          | Union constitutionnelle (UC)                  | 1 211    | 3,10     |        |        |
|                          | Parti du progrès et du socialisme (PPS)       | 694      | 1,78     |        |        |
|                          | Mouvement populaire (MP)                      | 666      | 1,71     |        |        |
|                          | Parti des Néo-Démocrates (PND)                | 634      | 1,62     |        |        |
|                          | Parti du centre social (PCS)                  | 325      | 0,83     |        |        |
|                          | Parti démocratique de l'indépendance (PDI)    | 151      | 0,39     |        |        |
|                          |                                               |          |          |        |        |
| Total                    | Total                                         | 39 035   | 100,00   |        |        |
| Abstentions              | Abstentions                                   | 126 018  | 76,35    |        |        |
| Inscrits / Participation | Inscrits / Participation                      | 165 053  | 23,65    |        |        |

#### El Jadida
| Parti                    | Parti                                               | Suffrage | Suffrage | Sièges | Sièges |
| Parti                    | Parti                                               | #        | %        | #      | %      |
| ------------------------ | --------------------------------------------------- | -------- | -------- | ------ | ------ |
|                          | Rassemblement national des indépendants (RNI)       | 50 876   | 25,83    | 2      | 28,57  |
|                          | Parti de l'Istiqlal (PI)                            | 34 960   | 17,75    | 2      | 28,57  |
|                          | Parti authenticité et modernité (PAM)               | 28 314   | 14,37    | 2      | 28,57  |
|                          | Parti du progrès et du socialisme (PPS)             | 21 862   | 11,10    | 1      | 14,27  |
|                          | Union socialiste des forces populaires (USFP)       | 19 644   | 9,97     |        |        |
|                          | Mouvement populaire (MP)                            | 16 750   | 8,50     |        |        |
|                          | Union constitutionnelle (UC)                        | 5 115    | 2,60     |        |        |
|                          | Parti de la justice et du développement (PJD)       | 4 176    | 2,12     |        |        |
|                          | Alliance de la fédération de gauche (AGD)           | 2 058    | 1,04     |        |        |
|                          | Union marocaine pour la démocratie (UMD)            | 2 030    | 1,03     |        |        |
|                          | Front des forces démocratiques (FFD)                | 1 993    | 1,01     |        |        |
|                          | Parti socialiste unifié (PSU)                       | 1 435    | 0,73     |        |        |
|                          | Parti des Néo-Démocrates (PND)                      | 1 424    | 0,72     |        |        |
|                          | Parti de l'unité et de la démocratie (PUD)          | 1 344    | 0,68     |        |        |
|                          | Mouvement démocratique et social (MDS)              | 1 101    | 0,56     |        |        |
|                          | Parti du renouveau et de l'équité (PRE)             | 889      | 0,45     |        |        |
|                          | Parti de la société démocratique (PSD)              | 851      | 0,43     |        |        |
|                          | Parti de la réforme et du développement (PRD)       | 777      | 0,39     |        |        |
|                          | Parti de la liberté et de la justice sociale (PLJS) | 752      | 0,38     |        |        |
|                          | Parti marocain libéral (PML)                        | 622      | 0,32     |        |        |
|                          |                                                     |          |          |        |        |
| Total                    | Total                                               | 196 973  | 100,00   |        |        |
| Abstentions              | Abstentions                                         | 140 425  | 41,62    |        |        |
| Inscrits / Participation | Inscrits / Participation                            | 337 398  | 58,38    |        |        |

#### Hay Hassani
| Parti                    | Parti                                         | Suffrage | Suffrage | Sièges | Sièges |
| Parti                    | Parti                                         | #        | %        | #      | %      |
| ------------------------ | --------------------------------------------- | -------- | -------- | ------ | ------ |
|                          | Rassemblement national des indépendants (RNI) | 9 561    | 36,41    | 2      | 40,00  |
|                          | Parti authenticité et modernité (PAM)         | 3 783    | 14,41    | 2      | 40,00  |
|                          | Parti de l'Istiqlal (PI)                      | 3 773    | 14,37    | 1      | 20,00  |
|                          | Parti de la justice et du développement (PJD) | 2 613    | 9,95     |        |        |
|                          | Parti du progrès et du socialisme (PPS)       | 1 392    | 5,30     |        |        |
|                          | Parti Al Ahd Addimocrati (AHD)                | 1 120    | 4,27     |        |        |
|                          | Parti socialiste unifié (PSU)                 | 940      | 3,58     |        |        |
|                          | Union socialiste des forces populaires (USFP) | 924      | 3,52     |        |        |
|                          | Alliance de la fédération de gauche (AGD)     | 791      | 3,01     |        |        |
|                          | Front des forces démocratiques (FFD)          | 321      | 1,22     |        |        |
|                          | Parti de la renaissance et de la vertu (PRV)  | 319      | 1,21     |        |        |
|                          | Parti de l'Espoir (PE)                        | 267      | 1,02     |        |        |
|                          | Parti des Néo-Démocrates (PND)                | 234      | 0,89     |        |        |
|                          | Parti de l'unité et de la démocratie (PUD)    | 139      | 0,53     |        |        |
|                          | Parti de l'équité (PRE)                       | 80       | 0,30     |        |        |
|                          |                                               |          |          |        |        |
| Total                    | Total                                         | 26 257   | 100,00   |        |        |
| Abstentions              | Abstentions                                   | 102 201  | 79,56    |        |        |
| Inscrits / Participation | Inscrits / Participation                      | 128 458  | 20,44    |        |        |

#### Médiouna
| Parti                    | Parti                                         | Suffrage | Suffrage | Sièges | Sièges |
| Parti                    | Parti                                         | #        | %        | #      | %      |
| ------------------------ | --------------------------------------------- | -------- | -------- | ------ | ------ |
|                          | Parti de l'Istiqlal (PI)                      | 13 429   | 32,09    | 2      | 66,66  |
|                          | Parti authenticité et modernité (PAM)         | 13 153   | 31,43    | 1      | 33,33  |
|                          | Rassemblement national des indépendants (RNI) | 10 794   | 25,80    |        |        |
|                          | Union socialiste des forces populaires (USFP) | 1 213    | 2,90     |        |        |
|                          | Parti vert marocain (PVM)                     | 962      | 2,30     |        |        |
|                          | Parti du progrès et du socialisme (PPS)       | 957      | 2,29     |        |        |
|                          | Parti de la justice et du développement (PJD) | 763      | 1,82     |        |        |
|                          | Parti de l'Espoir (PE)                        | 573      | 1,37     |        |        |
|                          |                                               |          |          |        |        |
| Total                    | Total                                         | 41 844   | 100,00   |        |        |
| Abstentions              | Abstentions                                   | 26 056   | 37,99    |        |        |
| Inscrits / Participation | Inscrits / Participation                      | 67 900   | 61,01    |        |        |

#### Mohammédia
| Parti                    | Parti                                                       | Suffrage | Suffrage | Sièges | Sièges |
| Parti                    | Parti                                                       | #        | %        | #      | %      |
| ------------------------ | ----------------------------------------------------------- | -------- | -------- | ------ | ------ |
|                          | Rassemblement national des indépendants (RNI)               | 23 726   | 36,53    | 2      | 40,00  |
|                          | Parti de l'Istiqlal (PI)                                    | 15 310   | 23,57    | 2      | 40,00  |
|                          | Parti authenticité et modernité (PAM)                       | 8 472    | 13,04    | 1      | 20,00  |
|                          | Union socialiste des forces populaires (USFP)               | 4 905    | 7,55     |        |        |
|                          | Union constitutionnelle (UC)                                | 2 868    | 4,42     |        |        |
|                          | Parti de la justice et du développement (PJD)               | 2 609    | 4,02     |        |        |
|                          | Parti des Néo-Démocrates (PND)                              | 1 302    | 2,00     |        |        |
|                          | Front des forces démocratiques (FFD)                        | 1 210    | 1,86     |        |        |
|                          | Parti du progrès et du socialisme (PPS)                     | 1 142    | 1,76     |        |        |
|                          | Mouvement populaire (MP)                                    | 1 134    | 1,75     |        |        |
|                          | Parti de l'environnement et du développement durable (PEDD) | 808      | 1,24     |        |        |
|                          | Alliance de la fédération de gauche (AGD)                   | 747      | 1,15     |        |        |
|                          | Parti socialiste unifié (PSU)                               | 607      | 0,93     |        |        |
|                          | Parti démocratique de l'indépendance (PDI)                  | 115      | 0,18     |        |        |
|                          |                                                             |          |          |        |        |
| Total                    | Total                                                       | 64 955   | 100,00   |        |        |
| Abstentions              | Abstentions                                                 | 96 104   | 59,67    |        |        |
| Inscrits / Participation | Inscrits / Participation                                    | 161 059  | 40,33    |        |        |

#### Moulay Rachid
| Parti                    | Parti                                         | Suffrage | Suffrage | Sièges | Sièges |
| Parti                    | Parti                                         | #        | %        | #      | %      |
| ------------------------ | --------------------------------------------- | -------- | -------- | ------ | ------ |
|                          | Rassemblement national des indépendants (RNI) | 13 943   | 39,00    | 2      | 40,00  |
|                          | Parti de l'Istiqlal (PI)                      | 4 672    | 13,07    | 2      | 40,00  |
|                          | Parti du progrès et du socialisme (PPS)       | 4 137    | 11,57    | 1      | 20,00  |
|                          | Parti de la justice et du développement (PJD) | 3 249    | 9,09     |        |        |
|                          | Parti authenticité et modernité (PAM)         | 3 050    | 8,53     |        |        |
|                          | Mouvement populaire (MP)                      | 1 500    | 4,20     |        |        |
|                          | Union constitutionnelle (UC)                  | 1 227    | 3,43     |        |        |
|                          | Front des forces démocratiques (FFD)          | 841      | 2,35     |        |        |
|                          | Union socialiste des forces populaires (USFP) | 839      | 2,35     |        |        |
|                          | Parti de l'Espoir (PE)                        | 668      | 1,87     |        |        |
|                          | Parti socialiste unifié (PSU)                 | 526      | 1,47     |        |        |
|                          | Mouvement démocratique et social (MDS)        | 424      | 1,19     |        |        |
|                          | Parti du centre social (PCS)                  | 181      | 0,51     |        |        |
|                          |                                               |          |          |        |        |
| Total                    | Total                                         | 35 748   | 100,00   |        |        |
| Abstentions              | Abstentions                                   | 129 217  | 78,33    |        |        |
| Inscrits / Participation | Inscrits / Participation                      | 164 965  | 21,67    |        |        |

#### Nouaceur
| Parti                    | Parti                                         | Suffrage | Suffrage | Sièges | Sièges |
| Parti                    | Parti                                         | #        | %        | #      | %      |
| ------------------------ | --------------------------------------------- | -------- | -------- | ------ | ------ |
|                          | Rassemblement national des indépendants (RNI) | 21 102   | 38,50    | 2      | 50,00  |
|                          | Parti authenticité et modernité (PAM)         | 13 479   | 24,59    | 2      | 50,00  |
|                          | Parti de l'Istiqlal (PI)                      | 9 850    | 17,97    |        |        |
|                          | Union socialiste des forces populaires (USFP) | 3 242    | 5,91     |        |        |
|                          | Mouvement populaire (MP)                      | 1 654    | 3,02     |        |        |
|                          | Parti de la justice et du développement (PJD) | 1 576    | 2,88     |        |        |
|                          | Parti marocain libéral (PML)                  | 999      | 1,82     |        |        |
|                          | Parti de la renaissance et de la vertu (PRV)  | 790      | 1,44     |        |        |
|                          | Parti de l'unité et de la démocratie (PUD)    | 742      | 1,35     |        |        |
|                          | Parti du progrès et du socialisme (PPS)       | 725      | 1,32     |        |        |
|                          | Alliance de la fédération de gauche (AGD)     | 652      | 1,19     |        |        |
|                          |                                               |          |          |        |        |
| Total                    | Total                                         | 54 811   | 100,00   |        |        |
| Abstentions              | Abstentions                                   | 53 000   | 49,16    |        |        |
| Inscrits / Participation | Inscrits / Participation                      | 107 811  | 50,84    |        |        |

#### Settat
| Parti                    | Parti                                         | Suffrage | Suffrage | Sièges | Sièges |
| Parti                    | Parti                                         | #        | %        | #      | %      |
| ------------------------ | --------------------------------------------- | -------- | -------- | ------ | ------ |
|                          | Rassemblement national des indépendants (RNI) | 38 208   | 21,86    | 2      | 33,33  |
|                          | Parti de l'Istiqlal (PI)                      | 35 590   | 20,37    | 2      | 33,33  |
|                          | Union constitutionnelle (UC)                  | 32 814   | 18,78    | 1      | 16,66  |
|                          | Parti authenticité et modernité (PAM)         | 25 849   | 14,79    | 1      | 16,66  |
|                          | Union socialiste des forces populaires (USFP) | 16 314   | 9,34     |        |        |
|                          | Mouvement populaire (MP)                      | 7 123    | 4,08     |        |        |
|                          | Parti de la justice et du développement (PJD) | 6 224    | 3,56     |        |        |
|                          | Mouvement démocratique et social (MDS)        | 5 796    | 3,32     |        |        |
|                          | Parti du progrès et du socialisme (PPS)       | 4 700    | 2,69     |        |        |
|                          | Alliance de la fédération de gauche (AGD)     | 2 137    | 1,22     |        |        |
|                          |                                               |          |          |        |        |
| Total                    | Total                                         | 174 755  | 100,00   |        |        |
| Abstentions              | Abstentions                                   | 113 334  | 39,34    |        |        |
| Inscrits / Participation | Inscrits / Participation                      | 228 089  | 60,66    |        |        |

#### Sidi Bennour
| Parti                    | Parti                                         | Suffrage | Suffrage | Sièges | Sièges |
| Parti                    | Parti                                         | #        | %        | #      | %      |
| ------------------------ | --------------------------------------------- | -------- | -------- | ------ | ------ |
|                          | Parti authenticité et modernité (PAM)         | 50 364   | 41,07    | 2      | 40,00  |
|                          | Union socialiste des forces populaires (USFP) | 8 316    | 6,78     | 2      | 40,00  |
|                          | Parti de l'Istiqlal (PI)                      | 14 078   | 11,48    | 1      | 20,00  |
|                          | Rassemblement national des indépendants (RNI) | 13 819   | 11,27    |        |        |
|                          | Union constitutionnelle (UC)                  | 3 243    | 2,64     |        |        |
|                          | Front des forces démocratiques (FFD)          | 17 065   | 13,92    |        |        |
|                          | Mouvement populaire (MP)                      | 17 065   | 13,92    |        |        |
|                          | Parti de la justice et du développement (PJD) | 17 065   | 13,92    |        |        |
|                          | Parti socialiste unifié (PSU)                 | 3 139    | 2,56     |        |        |
|                          | Parti travailliste (PT)                       | 3 139    | 2,56     |        |        |
|                          |                                               |          |          |        |        |
| Total                    | Total                                         | 141 326  | 100,00   |        |        |
| Abstentions              | Abstentions                                   | 62 402   | 30,63    |        |        |
| Inscrits / Participation | Inscrits / Participation                      | 203 728  | 69,37    |        |        |

#### Sidi Bernoussi
| Parti                    | Parti                                                       | Suffrage | Suffrage | Sièges | Sièges |
| Parti                    | Parti                                                       | #        | %        | #      | %      |
| ------------------------ | ----------------------------------------------------------- | -------- | -------- | ------ | ------ |
|                          | Rassemblement national des indépendants (RNI)               | 10 727   | 28,42    | 2      | 33,33  |
|                          | Parti authenticité et modernité (PAM)                       | 6 290    | 16,67    | 2      | 33,33  |
|                          | Parti de la justice et du développement (PJD)               | 3 913    | 10,37    | 1      | 16,66  |
|                          | Parti de l'Istiqlal (PI)                                    | 3 869    | 10,25    | 1      | 16,66  |
|                          | Union constitutionnelle (UC)                                | 2 806    | 7,44     |        |        |
|                          | Parti du progrès et du socialisme (PPS)                     | 2 176    | 5,77     |        |        |
|                          | Mouvement populaire (MP)                                    | 1 822    | 4,83     |        |        |
|                          | Union socialiste des forces populaires (USFP)               | 1 641    | 4,35     |        |        |
|                          | Parti de l'environnement et du développement durable (PEDD) | 1 207    | 3,20     |        |        |
|                          | Alliance de la fédération de gauche (AGD)                   | 1 160    | 3,07     |        |        |
|                          | Parti socialiste unifié (PSU)                               | 700      | 1,85     |        |        |
|                          | Parti démocratique de l'indépendance (PDI)                  | 637      | 1,69     |        |        |
|                          | Parti de l'équité (PRE)                                     | 415      | 1,10     |        |        |
|                          | Parti marocain libéral (PML)                                | 159      | 0,42     |        |        |
|                          | Parti du centre social (PCS)                                | 96       | 0,25     |        |        |
|                          |                                                             |          |          |        |        |
| Total                    | Total                                                       | 37 740   | 100,00   |        |        |
| Abstentions              | Abstentions                                                 | 139 028  | 78,65    |        |        |
| Inscrits / Participation | Inscrits / Participation                                    | 179 758  | 21,35    |        |        |

### Répartition des sièges
| Parti | Parti | Ben M'sick | El Jadida | Hay Hassani | Casablanca-Anfa | Al Fida-Mers Sultan | Mohammédia | Nouaceur | Berrechid | Benslimane | Settat | Sidi Bernoussi | Sidi Bennour | Aïn Sebaâ-Hay Mohammadi | Aïn Chock | Médiouna | Moulay Rachid | Total |
| ----- | ----- | ---------- | --------- | ----------- | --------------- | ------------------- | ---------- | -------- | --------- | ---------- | ------ | -------------- | ------------ | ----------------------- | --------- | -------- | ------------- | ----- |
|       | RNI   | 1          | 2         | 2           | 2               | 2                   | 2          | 2        | 2         | 1          | 2      | 2              |              | 2                       | 2         |          | 2             | 26    |
|       | PAM   |            | 2         | 2           | 1               | 1                   | 1          | 2        | 1         |            | 1      | 2              | 2            | 2                       | 2         | 1        |               | 20    |
|       | PI    |            | 2         | 1           | 2               |                     | 2          |          | 2         | 2          | 2      | 1              | 1            |                         |           | 2        | 2             | 19    |
|       | UC    | 2          |           |             |                 |                     |            |          |           |            | 1      |                |              | 1                       |           |          |               | 4     |
|       | USFP  |            |           |             |                 |                     |            |          |           |            |        |                | 2            |                         |           |          |               | 2     |
|       | PPS   |            | 1         |             |                 |                     |            |          |           |            |        |                |              |                         |           |          | 1             | 2     |
|       | PJD   |            |           |             |                 |                     |            |          |           |            |        |                |              | 1                       |           |          | 1             | 2     |